# Can Tomàs Rajoler
Can Tomàs Rajoler és una obra d'Argentona (Maresme) protegida com a Bé Cultural d'Interès Local.

## Descripció
Hi ha dues edificacions unides però de diferent tipologia: masia i xalet residencial.
La masia té actualment dos cossos (antigament en tenia un altre a tramuntana) amb planta baixa i pis, i teulada a dues vessants, amb frontó lateral.
La façana té un portal d'entrada de pedra quadrat i una finestra, i en el lateral tres finestres més i un rellotge de sol. De l'interior destaca l'entrada, amb dos portals de pedra amb llinda de fusta, i el celler, amb un arc de pedra i rajola.
El xalet, adossat per la banda de migdia a la masia, és de planta baixa, pis i golfes, i imita l'arquitectura rural.
A la façana de tramuntana hi ha una finestra gòtica amb permòdols, que segurament estava al lateral de la masia. Fou construït vers el 1940.